# Санабрія (озеро)
Санабрія (ісп. Lago de Sanabria) — озеро, розташоване за 8 км на північний захід від Пуебла-де-Санабрія в провінції Самора, Іспанія. Це одне з небагатьох значних природних озер в Іспанії.
Із поверхнею 368 гектарів це також найбільше льодовикове озеро на Піренейському півострові.
Основною притокою і відтоком води з озера є річка Тера. Озеро є розширенням Тери.
Зараз озеро Санабрія перебуває в межах природного парку озера Санабрія. Територія була оголошена природним парком у 1978 р.
Санабрійська комарка — одна з небагатьох територій у Західній Європі, що має значну популяцію диких вовків, що мешкають у гірському масиві Сьєрра-де-ла-Кулебра.